# Ida Peelen

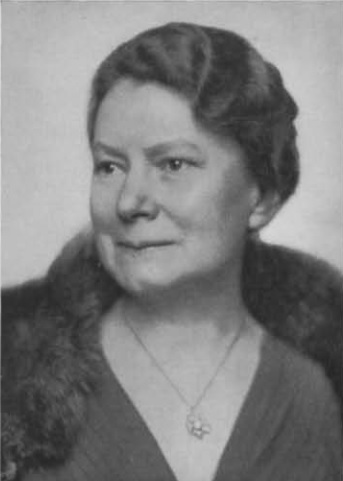
Ida Peelen

Ida Carolina Eugenie Peelen (Palembang, 10 november 1882 - Zeist, 1965) was een Nederlands kunsthistoricus en museumdirecteur. Zij behoorde tot de eerste generatie vrouwen die zich professioneel met kunsthistorie gingen bezighouden. Zoals meer ongetrouwde werkende vrouwen in die tijd woonde zij in een pension.

## Jeugd en opleiding
Ida werd geboren als oudste van vier kinderen in Palembang waar haar vader, Jan Peelen, ambtenaar was. Toen zij zeven jaar was overleed haar moeder, Carolina Jacoba Catharina Scherius. Tijdens haar opleiding aan de meisjes-HBS in Amsterdam woonde zij, met haar jongere zuster, bij een broer van haar vader en zijn vrouw in huis. In 1895 hertrouwde haar vader met Johanna Elisabeth Beijen.
Na haar middelbare school volgde zij de opleiding MO-geschiedenis, wat haar de mogelijkheid gaf colleges te volgen aan de  Amsterdamse universiteit. Zij volgde colleges algemene geschiedenis bij professor Brugmans en kunstgeschiedenis bij privaat-docent Vogelsang. In 1905 behaalde ze haar MO-akte geschiedenis.

## Loopbaan
Via Vogelsang kon zij in 1906 als eerste vrouwelijke volontair aan de slag in het Rijksmuseum te Amsterdam. Zij assisteerde hem bij het afronden van zijn catalogus van meubelen. Na het vertrek van Vogelsang werkte zij bij het Rijksprentenkabinet en was zij korte tijd lerares kunstgeschiedenis aan de meisjes-HBS in Haarlem.
In 1912 werd Ida Peelen adjunct-directeur van het Haags Gemeentemuseum. Zes jaar later in 1918 volgde zij Adolf le Comte op als directeur van het Museum Lambert van Meerten. Hiermee werd zij tevens de eerste vrouwelijke directeur van een rijksmuseum. Een mijlpaal bereikte zij door in 1920 de omvangrijke tegelverzameling van Jan Schouten aan de collectie toe te voegen.
Zij bleef directeur tot november 1947.
Van 1929 tot 1934 werkt Ida Peelen tevens als directeur van Museum Mesdag in Den Haag. Zij vertrok met stille trom nadat de erven Mesdag onder leiding van Sam van Houten en diens dochter, de schilderes Barbara van Houten, kans hadden gezien om Wilhelm Martin benoemd te krijgen. Zijn status als directeur van het Mauritshuis en als hoogleraar kunstgeschiedenis was veel hoger dan die van Peelen.

## Antroposofie
Zij was haar hele leven een vurig aanhanger van de antroposofie. Zij overleed in 1965 in het antroposofisch verzorgingshuis Huize Valckenbosch te Zeist.